# 沢地優佳
沢地 優佳（さわち ゆうか、1975年4月8日 - ）は、日本のタレント、グラビアアイドル。

## 略歴
神楽坂出身。
- 学生のときからファッションモデルを始める。
- 1990年、デビュー。
- 1997年、東京モード学園に出演。下乳と腰のくびれの美しさで話題を集め、同年の広告大賞受賞。
- 2002年、あかひげ薬局のイメージガールとして活動。[2]
- 2007年、芸能界引退。イベントコンパニオンは継続。
- 2014年、熟女グラビアアイドルとして復帰。
- 2021年、2023年、『週刊spa!』「グラビアン魂」みうらじゅん大賞受賞。
- 2024年、第27回みうらじゅん賞を受賞。

## 出演

### テレビ
- グアム ツーリストチャンネル（レポーター）
- 東京ファイル23（東京メトロポリタンテレビ）
- ワニのこだわり「ダイムラークライスラー日本 smart(TBS)2002年
- 特捜TV ガブリンチョSP（ANB）
- 生活達人(TBS)2003年
- 千円の食卓（ANB）
- SKY PERFECT TV（釣りの素・レギュラー出演）
- SKY PERFECT TV（バスフィッシング）
- レッツチャレンジ（ウィンドサーフィン編) (MXTV) 2002年
- 芸能人パチンコ王座決定戦「p-1」 テレビ大阪
- 旭道山和泰VS沢地優佳・西川のりおVS沢地優佳
- MONDO21「悩殺×女神 R30」（バレンタイン企画）、山田誉子・森洋子・中島史恵（MONDO TV）2009年

### 広告
- あかひげ薬局
- 小田急駅ビル
- 農林省
- JR東日本
- かんぽの旅
- NTT図書カード
- 富士銀クレジット
- アミューズメント学院
- プロピア
- VIRGINIA
- YAMAHA
- CREATER2000’2001
- いいもの王国通販カタログレギュラー

### CM
- 東京モード学園（1997年）  - 金のゴキブリ付きチェーンをまいた腰から胸部分だけの出演（顔は出ていない。このため沢地優佳と同じく下乳とくびれで有名な草凪純が出演するCMと勘違いした視聴者が多かったが出演者は沢地優佳本人）。※同年の広告大賞となる。
- 首都圏中古車情報
- トヨタハイラックスサーフ
- エーザイ
- SIZZLER
- Kマート

### バラエティー
- Gパラダイス・コロシアム（2001年、テレビ東京）
- P-1（テレビ大阪）
- 女又力くん（テレ玉）

### 映画
- GONIN（1995年）
- 行け!レインボー仮面対ホームレス怪人軍団
- 元祖 電エース（2005年）

### DVD
- 幽霊より怖い話 VOL.4 第2話『予知夢』（2005年11月16日、ポニーキャニオン）

### テレビドラマ
- 十津川警部シリーズ7 豪華特急トワイライト殺人事件（1995年、TBS）
- おばはん刑事!流石姫子 シリーズ（テレビ朝日）
  - 第1作
  - 第6作 婚約者連続殺人
  - 第7作 横浜港涙の連続殺人
  - 第8作 京都祇園、着物ショー連続殺人!
  - ファイナル
- はぐれ刑事純情派シリーズ（テレビ朝日）
  - 第14シリーズ 第17話
  - 第15シリーズ 第11話
  - 第16シリーズ 第15話
  - ファイナル 第8話
- 隣人は秘かに笑う（1999年、日本テレビ)
- 幸せ咲いた〜結婚相談所物語〜 第46話・47話（東海テレビ）
- 牟田刑事官事件ファイル(33) 横浜〜函館大沼 崖の上の女、下の女!
- セブンフェアリーズ（2003年、KBS京都） - 宇佐美聡子役

### 舞台
- ビッグポケット 時子役 岩松了作 怪物ランド平光磨演出
- アイスクリームマン 早苗の姉役 岩松了作 怪物ランド平光磨演出
- クリエイティブ・リンク「ルートヴィヒの鳥かご」（2003年6月） - 雨宮律子役
- 空間アート協会ひかり「エレクトラ」（2005年5月）

### イベントコンパニオン
- ワールドPCエクスポ Fsas
- 東京モーターショー（1999年）不明
- 東京オートサロン（2001年）トヨタ自動車
- 東京モーターショー（2007年、2011年、2013年）日野自動車
- 東京オートサロン（2013、2014年）日野自動車（コンパニオン）
- 大阪オートメッセ（2013年、2014年）日野自動車（コンパニオン）

## 作品

### イメージビデオ
※太字タイトルはBD版同時発売
- Gカップモンロー（1996年6月21日、リーガル出版）
- MI・WA・KU 〜みわく〜（2002年4月26日、心交社）
- DYNAMITE CHANNEL No.2（2003年、ジェブ・ティービー）
- A Delusion 妄想（2004年6月10日、コム・アライアンス）
- DOUBLE O（2004年11月1日、メディアバンク）
- SURVIVOR（2005年1月26日、ビーエムドットスリー）
- Love in the Afternoon（2005年5月20日、竹書房）
- 乱舞（2005年8月31日、ベガファクトリー）
- 艶撫（2005年11月25日、心交社）
- Milk Chocolate（2006年3月10日、竹書房）
- FULL BODY（2006年11月17日、日本メディアサプライ）
- Vivid Night（2007年4月20日、竹書房）
- 【Greenレーベル】 ピローズ・トーク 〜あなたのそばで〜（2014年7月25日、竹書房）
- 【Greenレーベル】 夢想郷 〜アンコール〜（2014年11月21日、竹書房）
- Emotion（2015年2月27日、オルスタックソフト販売）
- 【Greenレーベル】 love nest 密会場所（2015年7月14日、竹書房）
- 沢地優佳と行くぶらり湯けむり温泉旅（2018年2月27日、オルスタックソフト販売）
- Legend 〜桜影〜（2020年4月10日、クール・エンタテイメント）[3]
- 婚外恋愛白書part1（2020年12月24日、ギルド）[4]
- 純愛熟女（2021年5月21日、竹書房）[5]
- 婚外恋愛白書part2（2021年9月23日、ギルド）[6]
- 熟女遊戯（2022年2月25日、スパイスビジュアル）[7]
- BLUE OCEAN（2022年9月27日、エアーコントロール）[8]
- 婚外恋愛白書part3（2023年1月19日、ギルド）[9]
- 南国熟女（2023年8月30日、スパイスビジュアル）[10]
- 婚外恋愛白書part4（2024年2月22日、ギルド）[11]
- 無言の愛（2024年8月27日、エアーコントロール）[12]
- 孤独の忘れ方（2025年4月30日、スパイスビジュアル）[13]

### VR
- apartment Days！Guest 271 sideA
- apartment Days！Guest 271 sideB
- バーチャルダイブ 先生のカラダ
- バーチャルダイブ 馴染みのママ
- すきま時間

### 写真集
- オッパイ・ザ・テンメイ（1999年7月、竹書房 撮影：加納典明 オムニバス 桜庭あつこ等）
- ターニングポイント（2002年3月、心交社） ISBN 978-4883027149
- bold（2004年5月、竹書房 撮影：山岸伸） ISBN 978-4812416617
- rouge（2006年5月、イースト・プレス 撮影：河野英喜） ISBN 978-4872576788
- rouge 電子書籍版（2013年8月、イースト・プレス 撮影：河野英喜）
- 裏rouge 電子書籍（2015年8月、イースト・プレス 撮影：河野英喜）
- 蜜rouge 電子書籍（2015年8月、イースト・プレス 撮影：河野英喜）
- 「お帰りなさい」「内緒にしようね」「完熟恋愛」/2023年
- THE MODEL PREMIUM 沢地優佳（水着編）（下着編）/2023年
- 「ひとひらの愛」「二人だけの世界」/【DMM電子書籍】2023年
- 「優美なひと」/（ギルド）2023年
- Venus, y（2024年4月24日、扶桑社、撮影：門嶋淳矢）ISBN 978-4594097011 ※みうらじゅんプロデュース[14]